# Conopophaga lineata
Il mangiamoscerini rossiccio o moschiniere rossiccio (Conopophaga lineata (Wied, 1831)) è un uccello passeriforme della famiglia Conopophagidae.

## Descrizione

### Dimensioni
Misura 11,5-14 cm di lunghezza, per 16-27 g di peso.

### Aspetto

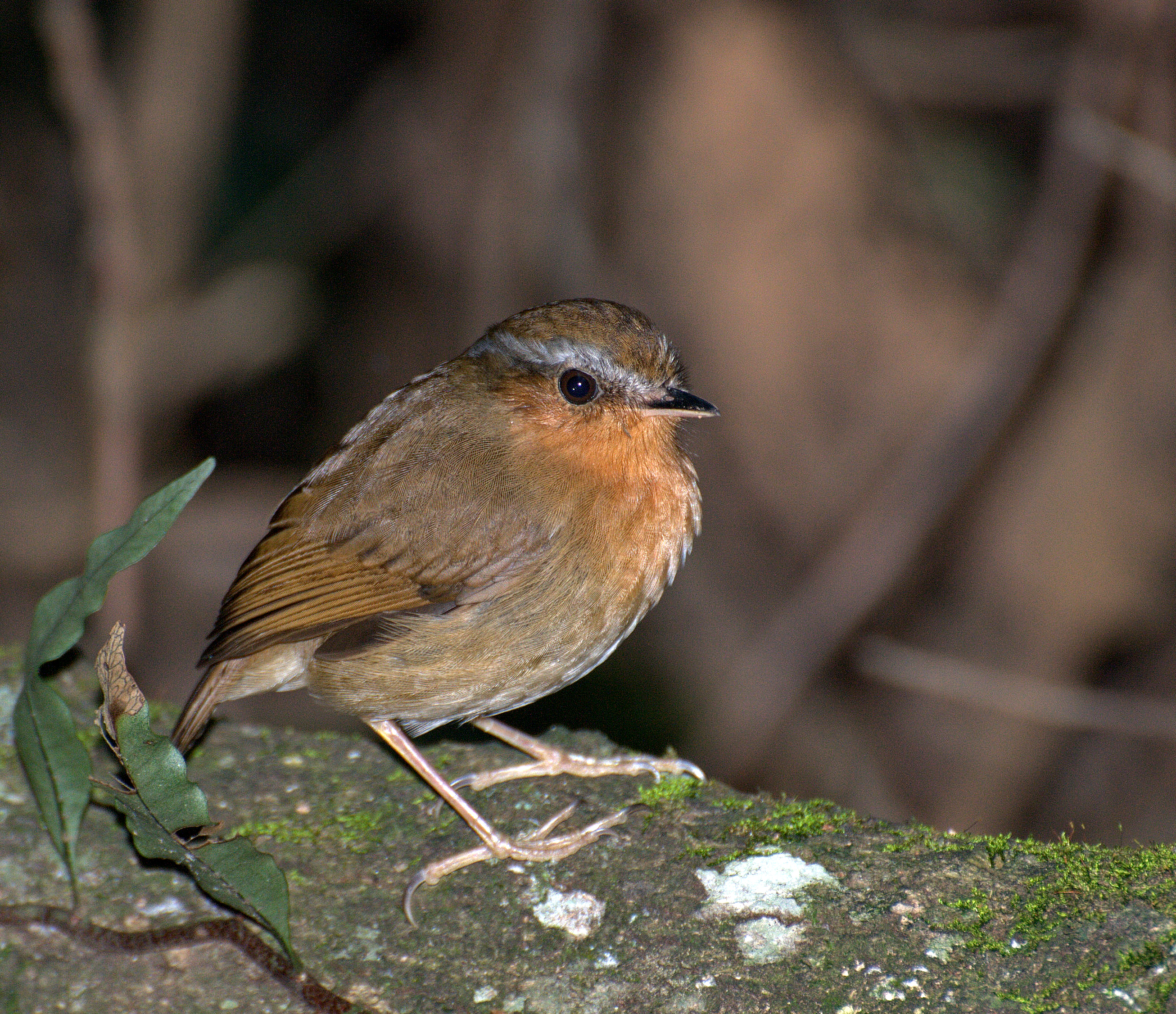
Esemplare in natura.

Si tratta di uccelli dall'aspetto massiccio e paffuto, muniti di grossa testa appiattita che sembra incassata direttamente nel torso, becco conico piuttosto corto e appuntito, ali corte e arrotondate, coda corta e squadrata e forti zampe allungate.
Il piumaggio è di colore bruno su fronte, vertice e nuca, separato dall'altra area bruna che comprende lati del collo, dorso, ali (dove tende a scurirsi sulle remiganti, che assumono inoltre sfumature ocracee) e coda da un sopracciglio che, spesso e bruno-grigiastro fra i lati del becco e l'occhio, una volta raggiunto quest'ultimo si assottiglia considerevolmente e diviene grigio-biancastro, giungendo fino alla nuca. il resto della faccia e le guance sono di colore rossiccio (da cui il nome comune della specie), così come rossicci sono il petto, i fianchi e il sottocoda, mentre il ventre e l'area fra gola e petto sono di oclore bianco sporco.

Il dimorfismo sessuale è presente, con femmine dalla colorazione più spenta (soprattutto l'area ventrale, più tendente al bruno che al rossiccio) e dalle sopracciglia meno marcate.
In ambedue i sessi il becco è nerastro superiormente e grigio-rosato inferiormente, le zampe sono di color carnicino e gli occhi sono di colore bruno scuro.

## Biologia

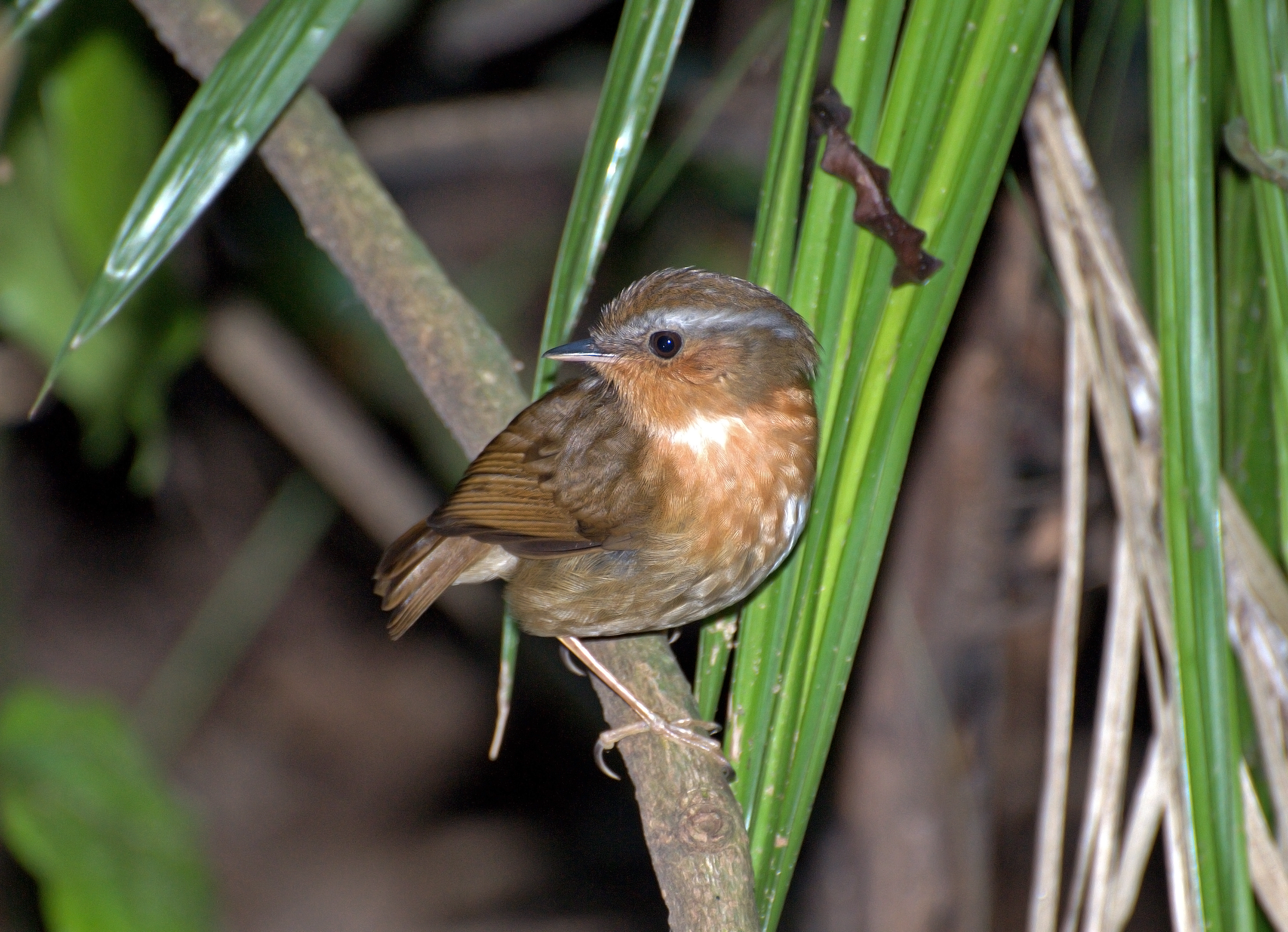
Esemplare in natura.

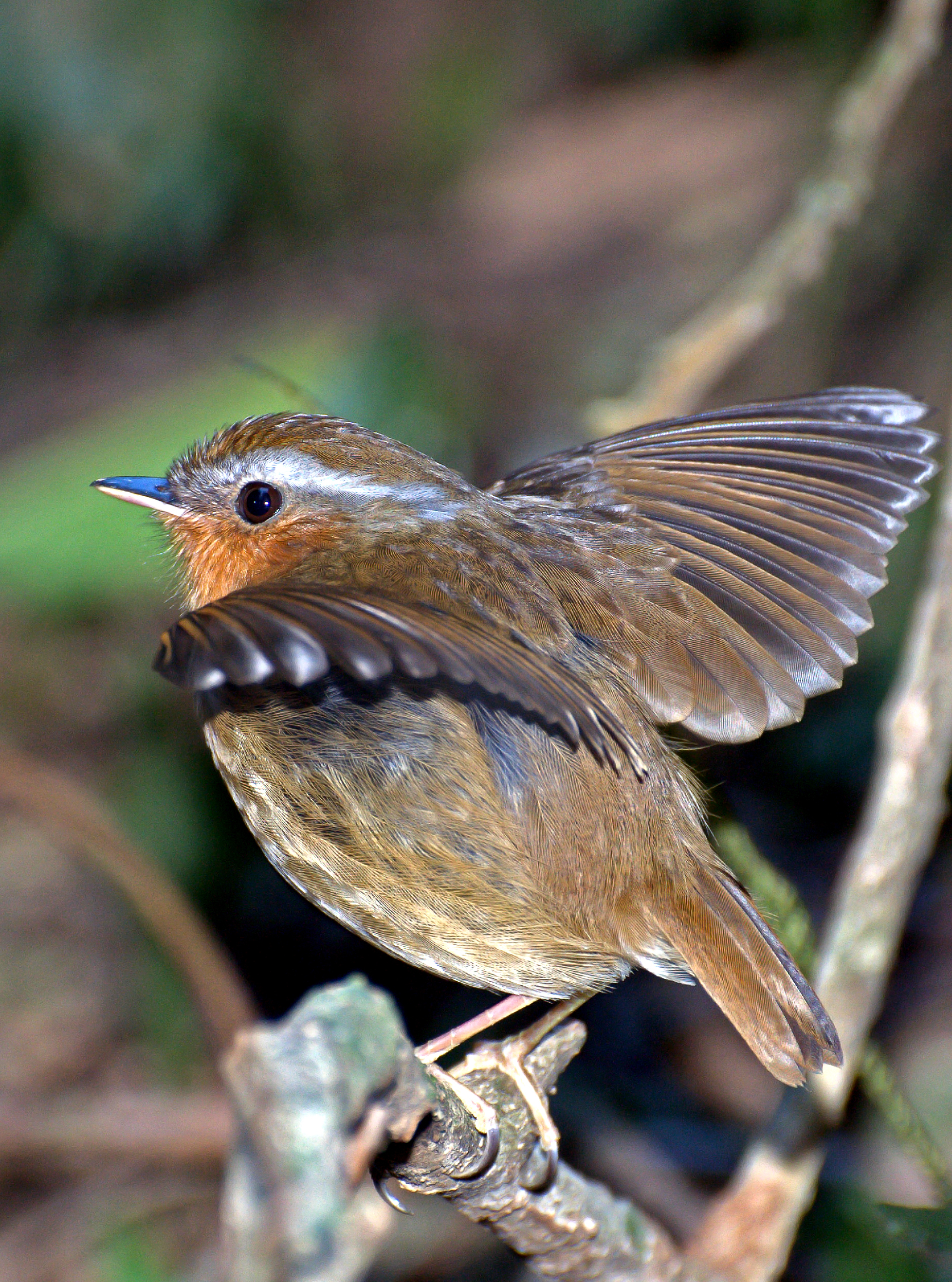
Esemplare spiega le ali in Brasile.

Si tratta di animali essenzialmente diurni, che vivono da soli o in coppie (anche in gruppetti familiari durante la fase finale della stagione riproduttiva), muovendosi perlopiù nel sottobosco o fra i cespugli bassi, scendendo al suolo spesso, ma solo per pochissimo tempo, per catturare le prede: rispetto agli altri moschinieri, questa specie è meno schiva, e può essere osservata più di frequente.
Il richiamo di questi uccelli è costituito da sequenze di 5-7 fischi aspri e crescenti.

### Alimentazione
Il moschiniere rossiccio è un uccello insettivoro, che staziona sui rami bassi osservando i dintorni per la maggior parte del tempo, volando velocemente al suolo o salendo a beccare fra le foglie nel caso di avvistamento di un'eventuale preda, rappresentata da piccoli insetti e altri invertebrati.

### Riproduzione
La stagione riproduttiva va da agosto (più tardi nel nord dell'areale, dove questi uccelli nidificano in ottobre o addirittura in dicembre) a gennaio: si tratta di uccelli monogami, che portano avanti una singola covata l'anno.
Il nido è a forma di coppa e piuttosto grossolano, costruito intrecciando rametti e muschio alla biforcazione del ramo di un cespuglio o di un albero basso: al suo interno la femmina depone 2-3 uova grigiastre, che cova assieme al maschio per una quindicina di giorni, al termine dei quali schiudono pulli ciechi ed implumi.
L'allevamento della prole è anch'esso a carico di entrambi i genitori, che si alternano nell'imbeccare e accudire i nidiacei, che s'involano a circa tre settimane dalla schiusa e si affrancano dalle cure parentali a circa un mese e mezzo di vita.

## Distribuzione e habitat

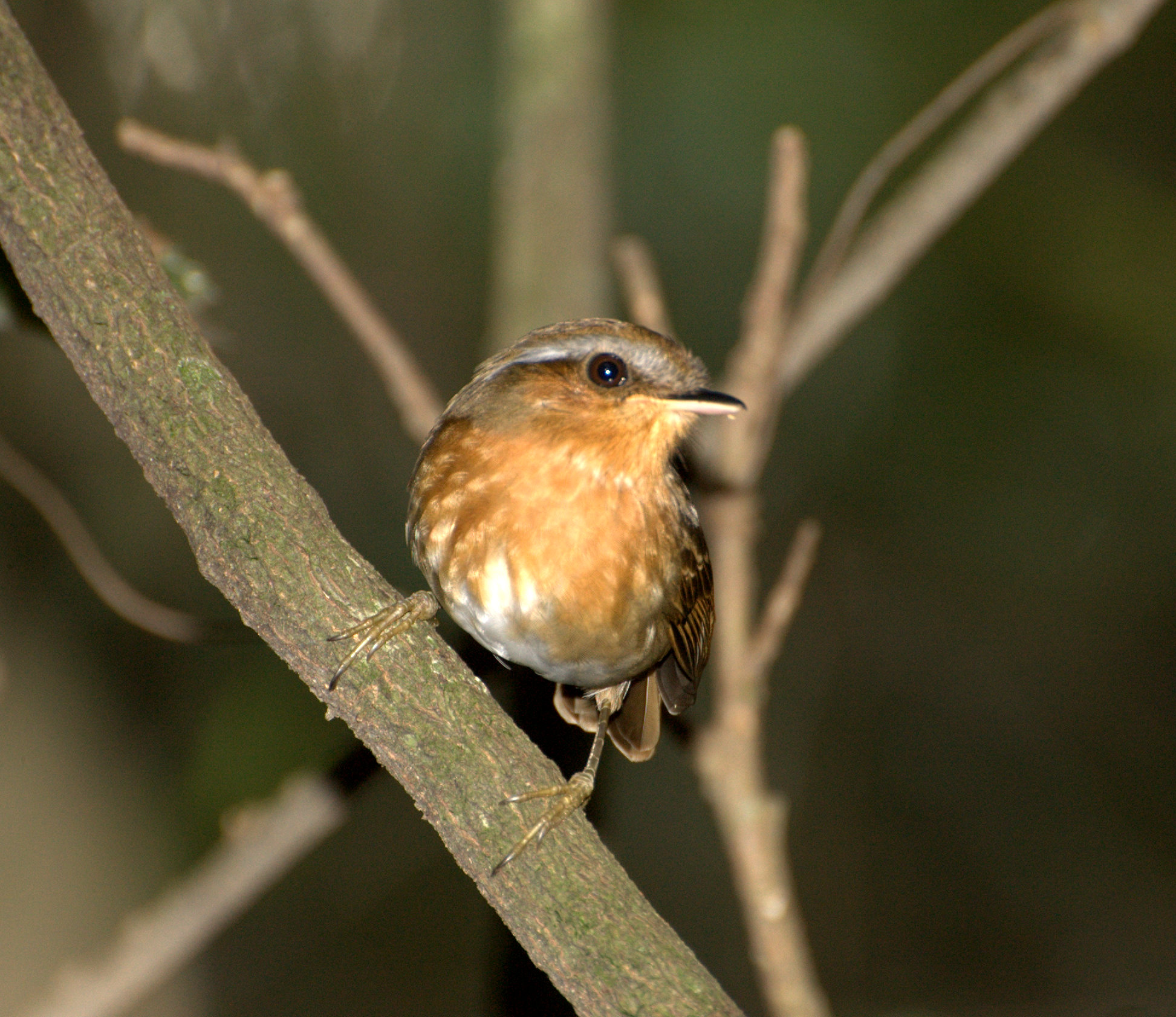
Esemplare in natura.

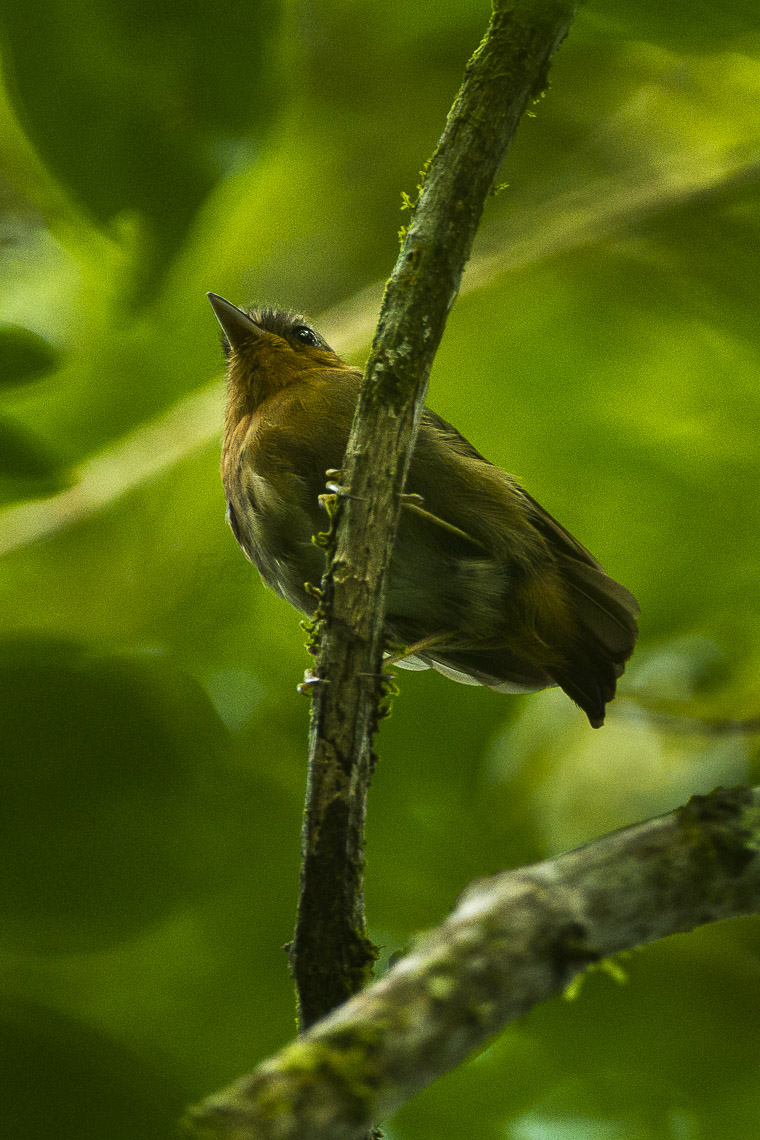
Esemplare nello stato di San Paolo.

Il moschiniere rossiccio è endemico del Sudamerica centro-orientale, del quale è diffuso in un areale che va dalla costa centro-orientale del Bahia all'Uruguay nord-orientale (dove, così come nel Rio Grande do Sul, è stato osservato per la prima volta solo di recente) attraverso il sudest e il sud del Brasile, ad ovest fino al Mato Grosso meridionale, al Paraguay orientale e alle province argentine di Misiones e Corrientes settentrionale.

Si tratta di uccelli tendenzialmente residenti, che però mostrano una tendenza a spostarsi in seguito alla stagione degli amori, sebbene tali movimenti siano ancora poco studiati e conosciuti.
L'habitat di questi uccelli è rappresentato dalla foresta atlantica e dalla foresta a galleria umida sempreverde.

## Tassonomia
Se ne riconoscono due sottospecie:
- Conopophaga lineata lineata (Wied, 1831) - la sottospecie nominale, diffusa nella porzione settentrionale e nord-orientale dell'areale occupato dalla specie;
- Conopophaga lineata vulgaris Ménétries, 1835 - diffusa nella porzione meridionale dell'areale occupato dalla specie;

Alcuni autori riconoscerebbero inoltre le sottospecie anomalus dell'Alto Paraná (sinonimizzata con vulgaris) e rubecula della microregione di Chapada dos Veadeiros (sinonimizzata con la nominale): due esemplari della sottospecie nominale ottenuti a Ibiquera mostrano inoltre alcune importanti differenze nella livrea e potrebbero rappresentare una sottospecie a sé stante, così come le popolazioni più meridionali, le quali mostrano inoltre differenze consistenti anche a livello genetico e di vocalizzazioni, al punto che secondo alcuni potrebbero addirittura rappresentare una specie a sé stante.

In passato anche il moschiniere del Ceará veniva considerato una sottospecie di quello rossiccio, ma gli esami molecolari hanno mostrato una sua maggiore affinità col moschiniere del Perù (del quale è un sister taxon), pur formando verosimilmente una superspecie assieme proprio al moschiniere rossiccio e alle specie roberti, peruviana, ardesiaca, castaneiceps e forse melanogaster.